# Роткірх Василь Олексійович
Барон Василь Олексійович фон-Роткірх (19 листопада (1 грудня) 1819 — 10 (22) листопада 1891, Вільна) — жандармський офіцер, генерал-лейтенант, публіцист, письменник (псевдонім — Теобальд).

## Життєпис
Належав до стародавнього лицарського роду, коріння якого губляться в Сілезії XII століття. Дід В. О. фон Роткірх — Олексій Кирилович фон Роткірх, чоловік Софії Абрамівни Ганнібал.
Навчався в Києві, закінчив Могильовську гімназію. У 1837 році вступив юнкером в армію і служив в західних губерніях Російської імперії. Дванадцять років Роткірх служив у фортеці Дінабург (Даугавпілс; 1847—1859). З 1861 року був віце-директором Особливої канцелярії у справах воєнного стану в Варшаві і відігравав важливу роль в придушенні повстання 1863 року. Під час повстання готував, зокрема, кореспонденції, що публікувалися без підпису в газетах «Московские ведомости» М. Н. Каткова, «Російський інвалід», «Варшавський щоденник» У грудні 1863 року на нього було скоєно замах.
У 1864 був призначений черговим штабс-офіцером управління III округу корпусу жандармів у Варшаві, потім займав високі жандармські посади в Одесі, Могильові, Мінську.
З 1882 року служив начальником Віленського жандармського управління. Живучи у Вільні, почав писати для столичних і місцевих журналів і газет спогади і розповіді, історичні та краєзнавчі нариси. Одночасно заглибився у вивчення литовської міфології.
Генерал-майор (1885), генерал-лейтенант (1890).
Похований на Євфросінієвському кладовищі у Вільні.